# 일산 요진 와이시티
일산 와이시티(영어: Ilsan Y-City) 또는 일산 요진 와이시티(영어: Ilsan Yojin Y-City)는 경기도 고양시 일산동구 백석동에 위치한 마천루이자 주상복합 아파트 단지이다.
한국토지공사에서 일산신도시 부지를 조성한 후 어느정도 신도시 조성이 완료되자 미개발 신도시 부지를 고양시에 매각하여 고양시에서 개발사를 유치하다가 고양종합터미널 다음 맨 마지막으로 개발사를 유치하여 건설이 완료된 건물이다.

## 역사
1989년 일산신도시 개발 이후 1994년에 중산동, 탄현동 일원에 택지지구를 개발하면서 1995년 첫 아파트 단지 완공 등 택지지구가 개발되었다.
일산 와이시티 개발이 허가되었으며 2013년에 착공하였고 2016년에 완공하였다.

## 구성

### 아파트
55층짜리 1개 동, 58층짜리 1개 동, 59층짜리 3개 동, 57층짜리 1개 동 등 총 6개의 동으로 이루어져 있으며  오피스텔동을 제외한 아파트동만 2404세대인 대규모의 주상복합 단지이다. 탄현 두산위브 더 제니스와 함께 고양시의 랜드마크 역할을 하고있다. 각 동마다 30층에는 피난안전구역이 위치한다.
| 단지  | 층수 | 높이 |
| ----- | ---- | ---- |
| 101동 | 55층 | 214m |
| 102동 | 58층 | 225m |
| 103동 | 59층 | 230m |
| 104동 | 59층 | 230m |
| 105동 | 59층 | 230m |
| 106동 | 57층 | 221m |

### 주변 시설
오피스텔과 판매시설이 있다. 아파트 단지 내 판매시설의 명칭은 "벨라시타"이며 상가와 상가 내부 및 상가 거리가 모두 유럽형으로 꾸며졌다.여러 음식점(수제, 프렌차이즈)들이 들어서있으며 백석동과 마두동 동북쪽 일대의 상권을 단지 옆 고양 롯데아울렛(홈플러스, 메가박스, 고양종합시외버스터미널)과 함께 맡고있으며, 잔디광장에서는 자주 행사가 열린다.(벨라시타 상가에 메가박스가 있는데, 도보 3분거리 롯데아울렛에 메가박스가 또 있다.)
| 건물     | 층수               |
| -------- | ------------------ |
| 오피스텔 | 19층               |
| 판매시설 | 지상 3층, 지하 1층 |

## 내부 시설
아파트 내부 시설이다.
| 층수                | 시설                |
| ------------------- | ------------------- |
| 31층 ~ 59층         | 아파트              |
| 30층                | 기계실              |
| 4층 ~ 29층          | 아파트              |
| 2층 ~ 3층           | 아파트, 상업시설 등 |
| 1층                 | 로비 등             |
| 지하 4층 ~ 지하 1층 | 지하주차장          |

## 사건 및 사고
- 2016년 7월 21일에 아파트에 전기공급이 중단되었다. 그리고 1시간 만에 전기공급이 재개되었다.[2]
- 2017년 2월 6일 아파트 앞 중앙로에서 싱크홀이 발생했다.[3][4]
- 2017년 2월 14일 아파트 상가와 고양종합터미널 사이의 도로에서 싱크홀이 또 다시 발생했다.[5][6]
- 2017년 2월 22일 같은 곳에서 싱크홀이 또 발생했다.[7]
- 2017년 4월 12일 다시한번 싱크홀이 발생했다.[8] 싱크홀 사고의 원인은 오피스 건물의 터파기 공사중 지하수가 유출되어 1차 사고를, 복구 작업중 다시 사고가 난것으로 밝혀졌다.
- 2018년 9월 3일 새벽 아파트 전기공급이 중단되었다. 약 1시간 반만에 전기공급이 재개되었다.

## 교통
- 한국 철도공사 일산선 - 백석역
- 한국 철도공사 경의중앙선 - 곡산역
- 고양 종합 시외버스 터미널
- 버스 중앙차로 "백석역, 요진와이시티" 정류장

## 같이 보기
- 대한민국의 마천루 목록
- 경기도의 마천루 목록
- 고양시의 마천루 목록
- 일산 두산위브더제니스